# 查克·葛雷斯利
查爾斯·歐內斯特·「查克」·葛雷斯利（英語：Charles Ernest "Chuck" Grassley；1933年9月17日—），是美国的共和黨籍政治人物，現任美國參議院臨時議長，自1981年擔任代表艾奧瓦州的聯邦參議員。他曾於1975年至1981年出任艾奧瓦州的聯邦眾議員，以及1959年至1974年出任艾奥瓦州众议院議員。

## 荣誉

### 外国勋章奖章
- 旭日大绶章（日本，2020年11月3日公布[3]）

## 外部連結
- 查克·葛雷斯利 （页面存档备份，存于）參議院官方網站
- 查克·葛雷斯利參議員競選網站 （页面存档备份，存于）
- 中的“查克·葛雷斯利”
- Background and collected news at The Washington Post
- 美國國會國家人物傳記大辭典中的傳記
- 由華盛頓郵報維護的投票記錄
- 智慧投票计划中的傳記、投票紀錄及利益集團評級
- Congressional profile at GovTrack
- Congressional profile at OpenCongress
- Issue positions and quotes at On the Issues
- Financial information at OpenSecrets.org
- Staff salaries, trips and personal finance at LegiStorm.com
- 聯邦選舉委員會中的競選財務報告和數據
- Appearances on C-SPAN programs
- 網路電影資料庫上的亮相頁面
- Collected news and commentary at The New York Times
- Works by or about 查克·葛雷斯利 in libraries (WorldCat catalog)
- Profile at Ballotpedia

| 美国众议院             | 美国众议院                                                                                                 | 美国众议院             |
| ---------------------- | --- | ---------------------- |
| 前任者： H·R·格羅斯    | 艾奧瓦州第三國會選區 眾議院議員 1975年－1981年                                                             | 繼任者： 庫珀·埃文斯   |
| 政党职务               | |                        |
| 前任者： 大衛·M·斯坦利 | 美國參議員艾奧瓦州共和黨被提名人 （第3類） 1980年、1986年、1992年、1998年、 2004年、2010年、2016年、2022年 | 最新的                 |
| 美国参议院             | |                        |
| 前任者： 約翰·卡爾弗   | 艾奧瓦州第3類參議員 1981年－ 與羅傑·傑普森、湯姆·哈金、喬尼·恩斯特同時在任                                 | 現任                   |
| 前任者： 威廉·科漢     | 參議院老齡化委員會主席 1997年－2001年                                                                      | 繼任者： 拉里·克萊格   |
| 前任者： 小威廉·V·羅斯 | 參議院財政委員會主席 2001年                                                                                | 繼任者： 马克斯·博卡斯 |
| 前任者： 马克斯·博卡斯 | 參議院財政委員會高阶委员 2001年－2003年                                                                    | 繼任者： 马克斯·博卡斯 |
| 前任者： 马克斯·博卡斯 | 參議院財政委員會主席 2003年－2007年                                                                        | 繼任者： 马克斯·博卡斯 |
| 前任者： 乔·拜登       | 參議院禁毒黨團主席 2003年－2007年                                                                          | 繼任者： 乔·拜登       |
| 前任者： 比爾·托馬斯   | 聯合稅務委員會主席 2004年－2005年                                                                          | 繼任者： 比爾·托馬斯   |
| 前任者： 比爾·托馬斯   | 聯合稅務委員會主席 2006年－2007年                                                                          | 繼任者： 比爾·托馬斯   |
| 前任者： 乔·拜登       | 參議院禁毒黨團高阶委员 2007年－2015年                                                                      | 繼任者： 黛安·范士丹   |
| 前任者： 马克斯·博卡斯 | 參議院財政委員會高阶委员 2007年－2013年                                                                    | 繼任者： 奧林·哈奇     |
| 前任者： 傑夫·塞申斯   | 參議院司法委員會高阶委员 2013年－2015年                                                                    | 繼任者： 派屈克·萊希   |
| 前任者： 派屈克·萊希   | 參議院司法委員會主席 2015年－2019年                                                                        | 繼任者： 林賽·格雷厄姆 |
| 前任者： 黛安·范士丹   | 參議院禁毒黨團主席 2015年－2019年                                                                          | 繼任者： 約翰·康寧     |
| 前任者： 奧林·哈奇     | 參議院財政委員會主席 2019年－2021年                                                                        | 繼任者： 榮·懷登       |
| 前任者： 理查·尼爾     | 聯合稅務委員會主席 2020年－2021年                                                                          | 繼任者： 理查·尼爾     |
| 前任者： 黛安·范士丹   | 参议院司法委员会高阶委员 2021年－2023年                                                                    | 繼任者： 林賽·格雷厄姆 |
| 前任者： 迪克·德賓     | 参议院司法委员会主席 2025年－                                                                              | 現任                   |
| 官衔                   | |                        |
| 前任者： 奧林·哈奇     | 美國參議院臨時議長 2019年－2021年                                                                          | 繼任者： 派屈克·萊希   |
| 前任者： 派蒂·莫瑞     | 美國參議院臨時議長 2025年－                                                                                | 現任                   |
| 榮銜                   | |                        |
| 前任者： 奧林·哈奇     | 参议院共和黨最资深参议员 2019年－                                                                          | 現任                   |
| 前任者： 派屈克·萊希   | 荣退参议院临时议长 2021年－2025年                                                                          | 繼任者： 派蒂·莫瑞     |
| 排位名單               | |                        |
| 首任                   | 美國參議員資歷 第1位                                                                                       | 繼任者： 米奇·麥康諾   |